# Bloody Sunday (1913)
Bloody Sunday (1913) was een dodelijk incident dat plaatsvond op 31 augustus 1913 tijdens de Dublin Lock-out, een groot industrieel geschil tussen ongeveer 20.000 werknemers en 300 werkgevers in Dublin, Ierland. Het geschil, dat duurde van 26 augustus 1913 tot 18 januari 1914, wordt vaak beschouwd als het meest ernstige en belangrijke industriële geschil in de Ierse geschiedenis.
De Dublin Lock-out was het resultaat van slechte arbeidsomstandigheden, het ontbreken van werknemersrechten en het onvermogen om te vakbonden. De werknemers eisten betere arbeidsomstandigheden en het recht om zich te verenigen. Het conflict escaleerde toen werkgevers weigerden werknemers in dienst te nemen die lid waren van vakbonden en stakingen, bijeenkomsten en wegblokkades volgden.
Bloody Sunday vond plaats toen de Dublin Metropolitan Police een vakbondsvergadering uiteen dreef. Het resultaat was geweld tussen de politie en stakers, waarbij meerdere mensen gewond raakten en twee mensen omkwamen.
Het conflict eindigde uiteindelijk toen de stakers weer aan het werk gingen, maar veel werknemers moesten beloven niet lid te worden van de ITGWU (Irish Transport and General Workers’ Union). De ITGWU werd zwaar beschadigd door het conflict, maar het principe van vakbondslidmaatschap werd uiteindelijk geaccepteerd.